# Joseph Heinrich (Politiker)

Joseph Heinrich, 1911

Adolf Karl Joseph Heinrich (* 28. September 1860 in Geberschweier; † 22. September 1948 in Spechbach-le-Bas) war ein deutsch-französischer Lokalpolitiker (Zentrum) und Abgeordneter des Landtags des Reichslandes Elsaß-Lothringen.

## Ausbildung und Beruf
Joseph Heinrich war der Sohn des Landwirts und Bürgermeisters Adolf Heinrich und dessen Frau Marie geborene Boesch. Er heiratete 1886 Antoinette (Melle) geborene Wolf, die Tochter des Landesausschuss-Mitglieds Antonine Wolf. Aus der Ehe gingen fünf Kinder hervor.
Joseph Heinrich besuchte 1866 bis 1870 die Volksschule in Geberschweier, 1870 bis 1874 das katholische "Collège des Frères de Marie" (Maristen-Schulbrüder) in Gebweiler. Nach der Reifeprüfung bei der "Institution libre de Combrée" (Département Maine-et-Loire) studierte er 1875 bis 1876 an der Handelsschule Lautrach bei Memmingen und 1876 bis 1878 an der Landwirtschaftsschule in Rufach.
Nach dem Militärdienst als Einjährig-Freiwilliger war er seit 1888 Landwirt und Gutsbesitzer auf dem elterlichen Hof in Niederspechbach bei Altkirch im Oberelsass.
Am 5. Juli 1913 wurde er zum Ehrenmitglied der Katholischen Studentenverbindung AV Rappoltstein Straßburg ernannt.

## Politik
Joseph Heinrich war Mitglied der Elsass-Lothringischen Zentrumspartei. 1902 wurde er zum Gemeinderat von Niederspechbach, 1906 bis 1919 zum Bürgermeister von Niederspechbach gewählt.
1906 bis 1911 war er Mitglied des Landesausschusses des Reichslandes Elsaß-Lothringen, 1907 bis 1922 Mitglied des Bezirkstages Oberelsass. Von 1911 bis 1918 war er Mitglied des Landtags. Er wurde als Direktkandidat der Zentrumspartei mit 52,7 % der Stimmen im Wahlkreis I (Hirsingen-Pfirt) gewählt. 1919 wurde er Mitglied des kurzlebigen Nationalrats für Elsass-Lothringen. Im vom Nationalrat eingesetzten Ministerium war er für Versorgung und Landwirtschaft verantwortlich.
1919 bis 1920 war er Mitglied des Conseil Supérieur d’Alsace et de Lorraine und danach bis 1924 des Comité consultatif d’Alsace et de Lorraine. Parteipolitisch schloss er sich der UPR an.
1929 wurde er in die Ehrenlegion aufgenommen.